# Клейборн (округ, Миссисипи)
Округ Кле́йборн (англ. Claiborne County) — округ штата Миссисипи, США. Население округа на 2000 год составляло 11831 человек. Административный центр округа — город Порт-Гибсон.

## История
Округ Клейборн основан в 1802 году.

## География
Округ занимает площадь 1261.3 км2.

## Демография
Согласно переписи населения 2000 года, в округе Клейборн проживало 11831 человек (данные Бюро переписи населения США). Плотность населения составляла 9.4 человек на квадратный километр.